# كريستيان هاردي
كريستيان هاردي (بالإنجليزية: Christian Hardy)‏ هو موسيقي بريطاني، ولد في 7 يونيو 1979.